# Portillo de Lunada
El portillo de Lunada es un pequeño paso de montaña en el sector más oriental de la cordillera Cantábrica (España), conocido como la Montaña Pasiega, que comunica Espinosa de los Monteros, en la comarca burgalesa de Las Merindades, con San Roque de Riomiera, en la comarca cántabra de los Valles Pasiegos.

## Descripción

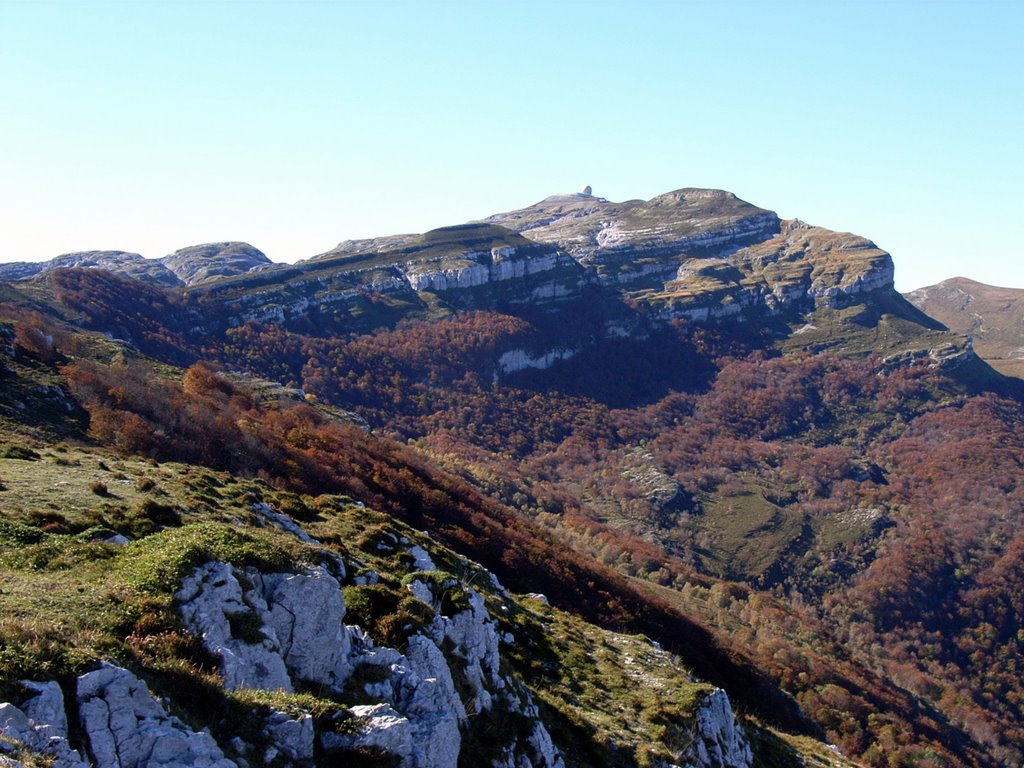
El picón del Fraile, monte Llusias.

Este puerto se abre entre el pico de la Miel en el sur (1563 m s. n. m.) y el picón del Fraile (1619 m s. n. m.) al norte, en cuya cima existe una estación de radares del Ejército del Aire. Con 1316 m s. n. m., es el tercer paso de montaña de más altura de Cantabria, tras los puertos de San Glorio (1609 m s. n. m.) y Piedrasluengas (1354 m s. n. m.), que comunican la comarca de Liébana, con las provincias de León y Palencia, respectivamente, a través de los Picos de Europa.

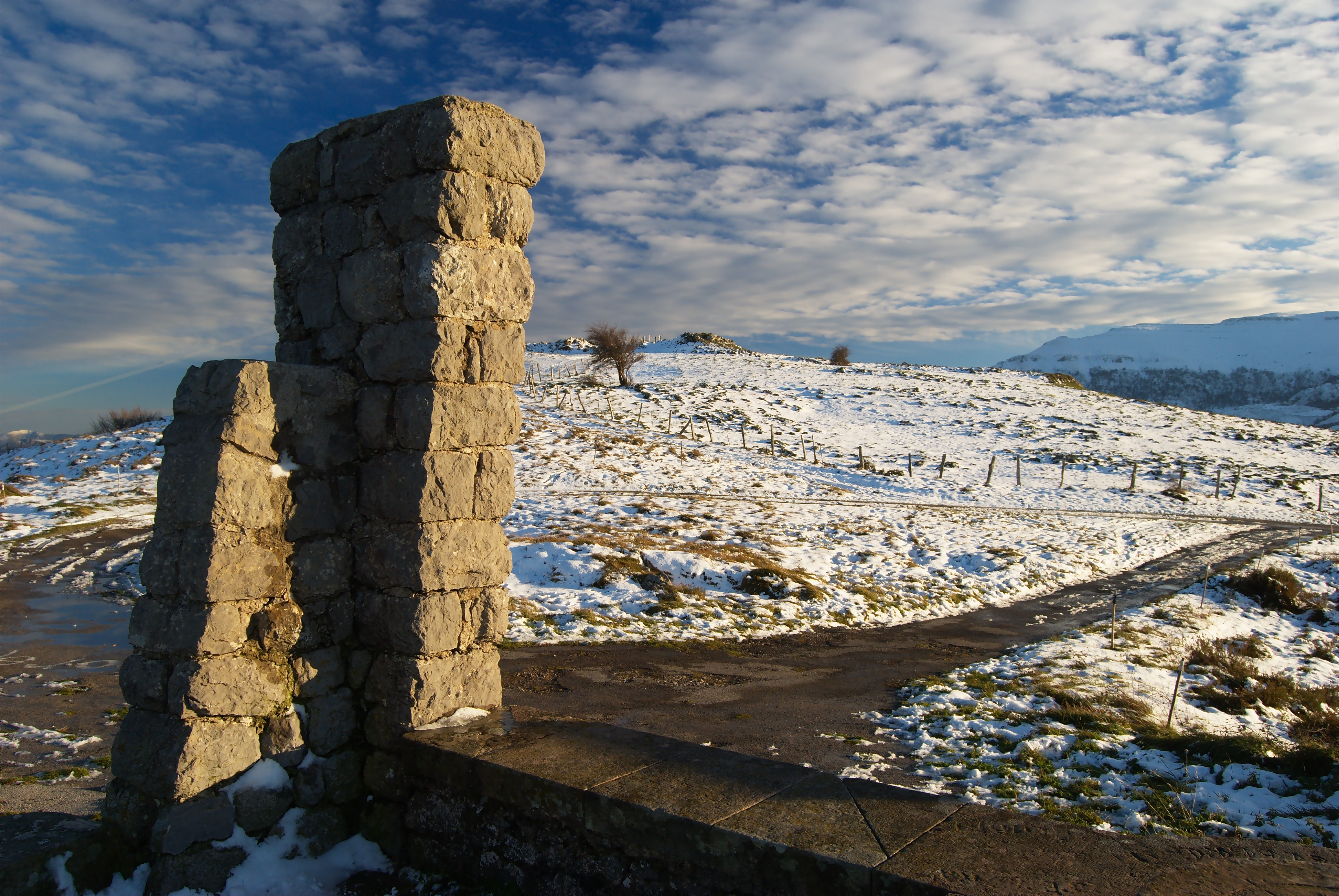
Puerto de Lunada, en la divisoria entre Cantabria y la provincia de Burgos.

El puerto se cierra con mucha frecuencia en invierno, sobre todo en su parte cántabra, estando en muchas ocasiones varios meses cerrado de forma permanente. Esto no es debido tanto a la altitud del puerto (pues tiene una elevación similar a otros puertos de la zona), sino a que en la parte norte la carretera circula entre unas laderas con una gran pendiente que suelen acumular mucha nieve; debido a esto el puerto tiene un altísimo riesgo de sufrir aludes que taponen la carretera, por eso a menudo el puerto no se abre, aun pudiéndolo hacer, hasta que la nieve de las laderas circundantes se derrite. Debido a eso, es uno de los puertos de montaña españoles que más días al año permanece cerrado en invierno. Una de las temporadas más largas en las que estuvo cerrado fue en el invierno de 2012-2013, cuando permaneció cerrado desde noviembre hasta abril de dichos años, es decir, seis meses.

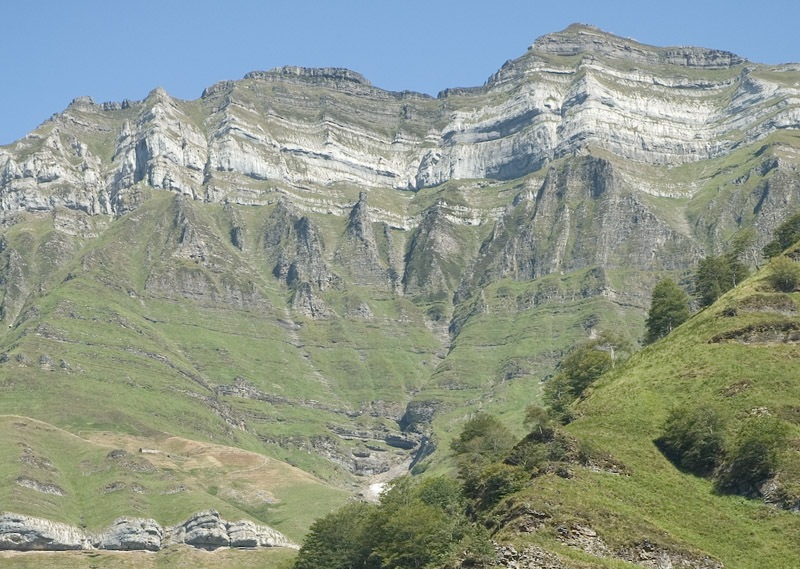
Castro Valnera, desde el norte.

Ambas vertientes del puerto se ubican en el territorio conocido como La Pasieguería, que ha sido habitado durante siglos por  los pastores pasiegos y presenta, por tanto, el clásico paisaje pasiego de cerramientos con muretes de piedra y cabañas, de un importante valor etnográfico. Existen en la vertiente norte los restos de la infraestructura de la industria maderera que prosperó en la zona en los siglos XVI y XVII, a fin de abastecer a la Real Fábrica de Artillería de La Cavada con madera, como el resbaladero de Lunada, que se puede ver durante la ascensión por la vertiente norte, y varias represas. Esta industria transformó el paisaje de la zona, de un entorno predominantemente forestal al paisaje de praderías actual, con algunos restos boscosos como el hayedo de la Zamina, en San Roque de Riomiera. 
Esta zona posee, además, un notable valor ambiental, con importantes masas forestales —entre las que destaca el encinar cántabro— y de pasto montano, que acogen a especies en peligro de extinción. Su principal característica es el afloramiento calizo en el que abundan los fenómenos kársticos. Estas son las razones que han motivado la protección del colindante Parque natural Collados del Asón mediante la Ley de Cantabria 1/1999 de 18 de febrero de declaración de parque natural.
En sus estribaciones septentrionales nace el río Miera, mientras que en la vertiente meridional nace el río Lunada, afluente del Trueba, tributario del Nela, y este del Ebro.

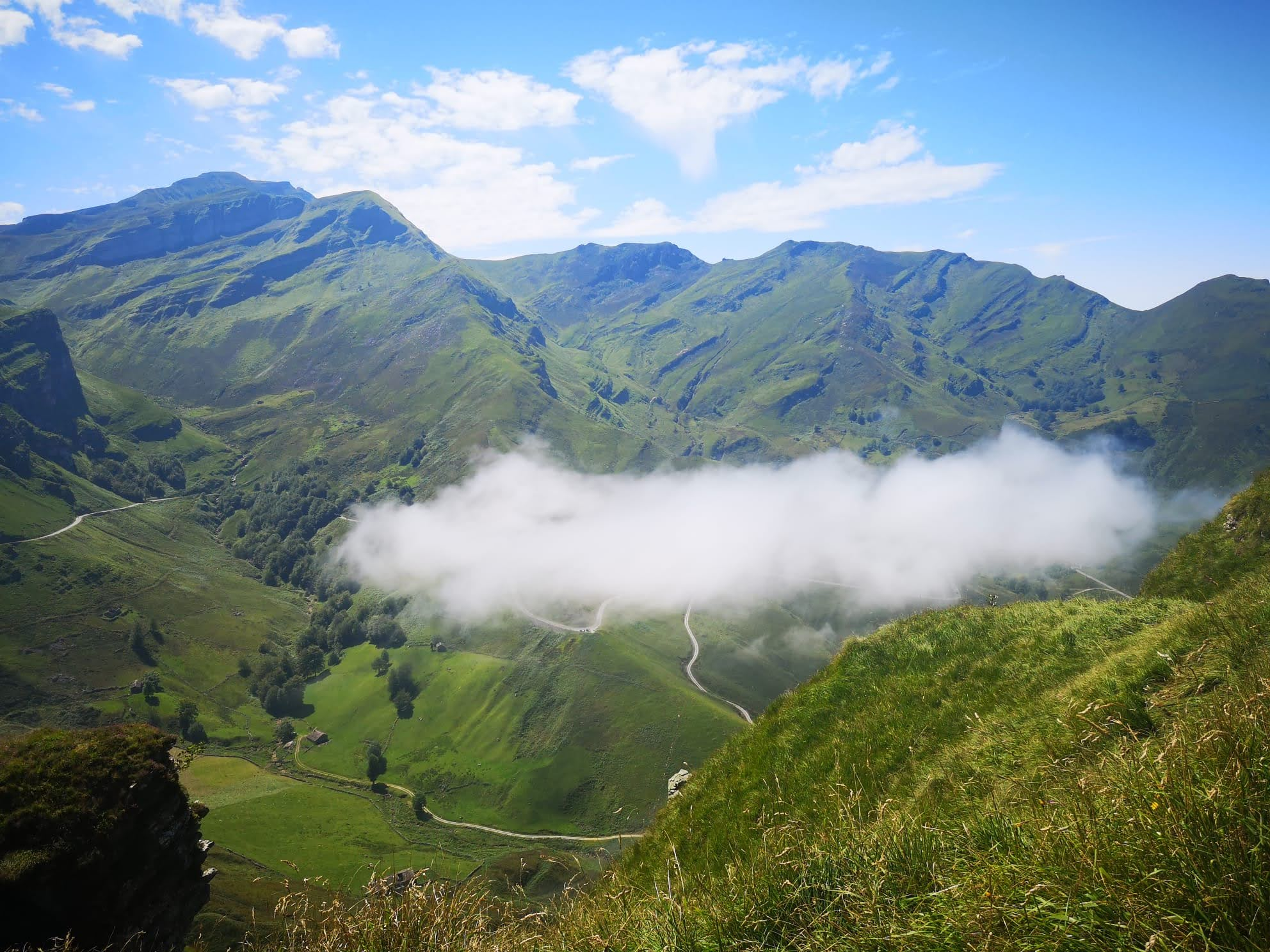
Vista panorámica del circo glaciar de Lunada desde el mirador de Cuvalruyo, en la vertiente cántabra.